# Thérèse Raquin (personagem)
Thérèse Raquin é a personagem fictícia principal do romance Thérèse Raquin, criada por Émile Zola e é notável por ser a personagem inaugural e padrão do naturalismo. O autor naturalista utilizou Thérèse para demonstrar o darwinismo social, a característica mais importante dessa escola literária.
Raquin é a primeira personagem literária que confirma a afirmação de que "o homem é fruto do meio onde vive" e na obra, ela se casa com Camille Raquin, mas é seduzida por outros homens que a manipulam para trair Camille. Thérèse, portanto, deseja sempre realizar outros fetiches e para se livrar do companheiro, assassina-o a fim de poder se relacionar livremente com outro homem e concluir seus desejos sexuais.

## Aparições
- Maria Carmi - Thérèse em Teresa Raquin (1915), filme mudo Italiano
- Gina Manès - Thérèse em Thérèse Raquin (1928), filme mudo Alemão
- Sonia Dresdel - Thérèse em Thérèse Raquin (1950), Telefilme Britânico da BBC
- Simone Signoret - Thérèse em Thérèse Raquin (1953), Filme Francês
- Gunnel Broström - Thérèse em Thérèse Raquin (1965), Telefilme Sueco
- Ingrid Andree - Thérèse em Thérèse Raquin (1966), Telefilme Alemão
- Magda Cnudde - Thérèse em Thérèse Raquin (1979), Telefilme Belga
- Kate Nelligan - Thérèse em Thérèse Raquin (1980), Minissérie Britânica
- Marina Malfatti - Thérèse em Thérèse Raquin (1985), Minissérie Italiana
- Sara Fulgoni - Thérèse em Thérèse Raquin (2001), ópera
- Kate Levering - Thérèse em Thou Shalt Not (2001), musical da Broadway
- Ok-bin Kim - Tae-ju em Bakjwi (2009), filme Sul-Coreano
- Elizabeth Olsen e Lily Laight - Thérèse em In Secret (2013), filme Americano